# Bukowo (powiat bytowski)
Bukowo (dodatkowa nazwa w j. kaszub. Bùkòwò) – kolonia  w Polsce na Pojezierzu Bytowskim położona w województwie pomorskim, w powiecie bytowskim, w gminie Lipnica.
Kolonia kaszubska nad zachodnim brzegiem jeziora Gwiazda, w regionie Kaszub zwanym Gochami.
W latach 1975–1998 miejscowość administracyjnie należała do województwa słupskiego.